# Tomo Zupan
Tomo Zupan, slovenski literarni zgodovinar, prešernoslovec, pridigar, pesnik, pisatelj, jezikoslovec, * 21. december 1839, Smokuč, † 8. marec 1937, Okroglo.

## Življenjepis
Rodil se je očetu trgovcu s suknom Matiji in materi Mariji (rojena Fertin). Po končani klasični gimnaziji je v Ljubljani v letih 1858–1862 študiral bogoslovje in leta 1863 postal ordinarij. Na proslavi ob tisočletnici prihoda Cirila in Metoda na Velikomoravsko si je za življenjski cilj postavil službo narodu. V letih 1862–1867 je bil prefekt v Alojzijevišču, kjer je med obiskovanjem ljubljanske klasične gimnazije bival tudi sam. V tem času je zasebno študiral staro cerkveno slovanščino in slovenščino. Leta 1869 je opravil zrelostni izpit iz slovenskega jezika pri Franu Miklošiču na Dunaju, leto prej pa enak izpit iz verouka v Ljubljani. Po približno tridesetletnem poučevanju obeh predmetov po različnih šolah v Ljubljani in Kranju je v letih 1881–1893 služboval kot vodja Alojzijevišča in se po razrešitvi iz tega mesta potegoval za službo bibliotekarja v današnjem NUK-u. Po upokojitvi je bival na svojem gradu na Okroglem in vsestransko dejaven dočakal visoko starost. Svoj gradič na Okroglem je zapustil slepim, saj je v starosti tudi sam izgubil vid.
Prejel je mnogo priznanj in uglednih nazivov. Med drugim je postal častni meščan Ljubljane, Kranja in Naklega. Leta 1968 sta bili na njegovo rojstno hišo v Smokuču in na gradu na Okroglem vzidani spominski plošči.

## Delo
Zupan je bil Prešernov sorodnik (njegova mati je bila Prešernova sestrična), zato se je posvetil prešernoslovju. Zbiral je podatke o rodu Franceta Prešerna in njegovih znancih. Sestavil je pesnikov rodovnik po očetovi in materini strani. Podatke o življenju znanega gorenjskega Vrbljana so mu posredovali informatorji, ki so bili s pesnikom v sorodu ali so ga osebno poznali. V Ljubljanskem Zvonu je objavljal prispevke z naslovom Iz Prešernovega življenja. Veliko je sodeloval z njegovo sestro Lenko, s katero se je med letoma 1878 in 1890 načrtno pogovarjal, pripoved skoraj dobesedno zapisal in jo kasneje spreminjal z dopolnitvami in prepisi. V tisku je objavil le drobce tega besedila, saj je želel kasneje izdati tudi samostojno monografijo. Zaradi Kidričevega dvoma o avtentičnosti navedb Prešernove sestre je njen tisk odlagal. Nazadnje je objavil le povzetek, ki ga je ponatisnil v knjigi Kako Lenka Prešernova svojega brata pesnika popisuje. Podobno je objavil Lenkine opise nekaterih drugih Prešernovih sorodnikov. V domu na Okroglem je shranil najdene kose Prešernovega pohištva ter nekatere njegove predmete in dokumente. Prešernovo zapuščino danes hranijo v Narodnem muzeju v Ljubljani in Prešernovem spominskem muzeju v Kranju. Poleg Prešernove je Zupan odkril tudi del zapuščine Prešernovih sorodnikov, pojasnil nekatere dotlej neznane besede iz Prešernovega narečja in imena ter odkril nekaj Prešernovih rokopisov (Prešernovo pismo staršem iz leta 1824 in nekatere Prešernove pesmi).
Zupan je sestavil več daljših ali krajših biografij, predvsem bližnjih rojakov (med drugim za Matijo Čopa, Luko Knaflja) in spominov na sogojence takratnega Alojzijevišča (med drugim za Frana Levstika, Josipa Jurčiča in Josipa Stritarja). Na lastne stroške je dal postaviti spominsko ploščo na rojstno hišo Matije Čopa. Poskrbel je za zapuščino Simona Jenka in zbiral vse, kar se mu je zdelo pomembno za slovensko kulturno zgodovino (vabila, osmrtnice ipd.). Imel je bogato knjižnico z nekaterimi takrat težko dostopnimi knjigami (npr. Dalmatinovo Biblijo, 5 izvodov Krsta, Prešernove Poezije ...). Evidentiral je še druge literarnozgodovinske dragocenosti (npr. Vodnikovo Pismenost in gramatiko za perve šole s Prešernovim podpisom). Njegovo obsežno in nepregledano knjižnično gradivo je na lastnikovo željo prišlo v NUK kot korpus separatum.
Zupan je bil tudi literarni ustvarjalec. Poleg pesmi, ki jih je objavljal v različnih tiskih, se je v rokopisu ohranila njegova pripoved z naslovom Jesensko listovje, ki jo avtor SBL ocenjuje kot šibko idejno vzporednico Tavčarjevi pripovedi Cvetje v jeseni. Bil je tudi urednik, cerkveni govornik, jezikoslovec, pisec cerkvene zgodovine in zbiralec obredne opreme ter podatkov o slovenskih orglah in zvonovih.
Omeniti velja tudi znamenito Zupanovo pridigo Breznica na Gorenjskem in Brezničanje iz leta 1912, ki jo je predstavil ob odkritju spominske skulpture škofu Janezu Zlatoustu Pogačarju, rojenemu v Vrbi. V njej je naštel kar 120 Slovencev, ki so bili rojeni na območju sedanje brezniške župnije in s svojim delom prispevali k razvoju slovenske kulture in znanosti.